# کاوند
کاوند، روستایی از توابع بخش مرکزی شهرستان زنجان در استان زنجان ایران است. این روستا آب و هوای خنک‌ و کوهستانی دارد. 

## جمعیت
این روستا در دهستان بوغداکندی قرار دارد و براساس سرشماری مرکز آمار ایران در سال ۱۳۸۵، جمعیت آن ۱۶۰۰ نفر (۵۸۷خانوار) بوده‌است.